# Trinity-Halbinsel
Die Trinity-Halbinsel (selten auch „Dreifaltigkeits-Halbinsel“, in Argentinien Península Trinidad, in Chile Península Luis Felipe) ist der äußerste nordöstliche Ausläufer der Antarktischen Halbinsel und damit ein Teil Grahamlands. 

## Geographie
Die Halbinsel erstreckt sich ungefähr 130 Kilometer weit in nordöstlicher Richtung.
Der nördlichste Punkt der Trinity-Halbinsel und des antarktischen Festlands ist Prime Head. Rund 20 Kilometer südöstlich davon liegt die Hope Bay mit der argentinischen Esperanza-Station.
Südlich schließt sich an der Ostküste die Nordenskjöld-Küste an, und an der Westküste die Davis-Küste, gefolgt von der Danco-Küste.

## Geschichte
Seit mehr als einem Jahrhundert werden von Kartographen unterschiedliche Namen wie Trinity, Palmer oder Louis Philippe benutzt, von denen jede eine historische Würdigung beinhaltet. Der empfohlene Name kommt vom Trinity Land, wie Edward Bransfield die Gegend im Januar 1820 taufte, auch wenn die genaue Anwendung nicht bekannt ist und unter Antarktishistorikern umstritten ist.
Aufgrund ihrer weit nach Norden herausgeschobenen Lage wurde die Trinity-Halbinsel frühzeitig und immer wieder Ziel von Antarktis-Expeditionen. Ende Januar 1820 sichtete Edward Bransfield vom Schiff aus die Trinity-Halbinsel, eine der ersten Sichtungen des antarktischen Kontinents überhaupt. Wahrscheinlich hat jedoch Fabian Gottlieb von Bellingshausen wenige Tage zuvor als erster die Antarktis an der Prinzessin-Martha-Küste gesichtet (es blieb allerdings unklar, ob Bellingshausen lediglich Eis oder darunter gelegenes Land sichtete). Die Schwedische Antarktisexpedition von 1901 bis 1903 entdeckte den Antarctic-Sund zwischen der Trinity-Halbinsel und den Joinville-Inseln. 1949 führte eine chilenische Expedition erstmals Flüge über der Trinity-Halbinsel durch.